# Garhadiolus
Garhadiolus es un género de plantas herbáceas perteneciente a la familia Asteraceae. Es originario del Oriente próximo. 

## Especies
1. Garhadiolus hamosus Boiss. & Hausskn. in Boissier, Fl. Orient. 3: 723. 1875
2. Garhadiolus hedypnois Jaub. & Spach, Ill. Pl. Orient. 3: 120. 1850
3. Garhadiolus minutissimus (Bunge) Kitam. in Acta Phytotax. Geobot. 17: 36. 1957
4. Garhadiolus papposus Boiss. & Buhse in Nouv. Mém. Soc. Imp. Naturalistes Moscou 18: 135. 1860